# マッシモ・ポポリツィオ
マッシモ・ポポリツィオ（Massimo Popolizio、1961年7月4日 - ）は、イタリアの俳優・声優。

## 略歴
シルヴィオ・ダミーコ国立演劇芸術アカデミーで演技を学び、1984年に卒業すると、舞台俳優として活動を始め、様々な舞台作品で賞を受けるなど高い評価を得る。
1989年に映画『L'assassina』でスクリーンデビューして以降は、テレビドラマを含めた映像作品にも出演するようになる。その後、声優として海外の映画作品等のイタリア語版吹替を担当するようになる。
1996年の映画『ある貴婦人の恋』で第52回ナストロ・ダルジェント賞の助演男優賞にノミネートされる（受賞はならず）。
1997年にイタリアで公開されたイギリス映画『ハムレット』で主演のケネス・ブラナーのイタリア語版吹替を担当し、第53回ナストロ・ダルジェント賞の吹替賞を受賞する。
2018年の映画『帰ってきたムッソリーニ』で現代にタイムスリップしたベニート・ムッソリーニを演じ、第73回ナストロ・ダルジェント賞のコメディ映画男優賞にノミネートされる（受賞はならず）。
2019年の映画『Il primo Natale』と『Il ladro di giorni』で第75回ナストロ・ダルジェント賞の助演男優賞にノミネートされる（受賞はならず）。
2020年の映画『略奪者たち』で第76回ナストロ・ダルジェント賞の助演男優賞を受賞する。

## 主な作品
| 公開年 | 邦題 原題                                              | 役名                       | 備考                                                      |
| ------ | ------------------------------------------------------ | -------------------------- | --------------------------------------------------------- |
| 1996   | ある貴婦人の恋 Le affinità elettive                    | マルケーゼ                 | 日本劇場未公開 ナストロ・ダルジェント助演男優賞ノミネート |
| 2005   | 野良犬たちの掟 Romanzo criminale                       | Il Terribile               | 日本劇場未公開                                            |
| 2007   | マイ・ブラザー Mio fratello è figlio unico             | エットーレ・ベナッシ       | EUフィルムデーズ2009で上映                                |
| 2008   | イル・ディーヴォ 魔王と呼ばれた男 Il Divo              | ヴィットリオ・スバルデッラ | イタリア映画祭2009で『イル・ディーヴォ』のタイトルで上映  |
| 2011   | 家への帰り道で Sulla strada di casa                    | ボス・カラブレーゼ         | イタリア映画祭2013で上映                                  |
| 2011   | 妹の誘惑 Gli sfiorati                                  | セルジオ（主人公の父親）   | 日本劇場未公開                                            |
| 2013   | ようこそ、大統領! Benvenuto Presidente!                | 中道左派のリーダー         | イタリア映画祭2014で上映                                  |
| 2013   | グレート・ビューティー/追憶のローマ La grande bellezza | アルフィオ・ブラッコ       |                                                           |
| 2014   | レオパルディ Il giovane favoloso                       | モナルド・レオパルディ     | イタリア映画祭2015で上映                                  |
| 2018   | 帰ってきたムッソリーニ Sono tornato                    | ベニート・ムッソリーニ     | 日本ではイタリア映画祭2019で特別上映された後に一般公開    |
| 2020   | 略奪者たち I predatori                                 | ピエールパオロ・パヴォーネ | イタリア映画祭2021で上映                                  |

### イタリア語吹替
「IL MONDO DEI DOPPIATORI（声優の世界）」より。
| 公開年      | 邦題 原題                                               | 役名                                       | 備考                                          |
| ----------- | ------------------------------------------------------- | ------------------------------------------ | --------------------------------------------- |
| 1995        | オセロ Othello                                          | イアーゴ（ケネス・ブラナー）               | イギリス映画                                  |
| 1996        | 八日目 Le huitième jour                                 | アリー（ダニエル・オートゥイユ）           | フランス映画                                  |
| 1996        | ハムレット Hamlet                                       | ハムレット（ケネス・ブラナー）             | イギリス映画 ナストロ・ダルジェント吹替賞受賞 |
| 1998        | アルマゲドン Armageddon                                 | ハリー・スタンパー（ブルース・ウィリス）   | アメリカ映画                                  |
| 1998        | 海の上のピアニスト La leggenda del pianista sull'oceano | 1900（ティム・ロス）                       | イタリア映画（オリジナル音声は英語）          |
| 1999        | アイズ ワイド シャット Eyes Wide Shut                   | ビル（トム・クルーズ）                     | アメリカ・イギリス合作映画                    |
| 2000        | 発禁本 SADE Sade                                        | マルキ・ド・サド（ダニエル・オートゥイユ） | フランス映画                                  |
| 2005 - 2011 | ハリー・ポッターシリーズ Harry Potter (film series)     | ヴォルデモート（レイフ・ファインズ）       | イギリス・アメリカ合作映画                    |
| 2009 - 2011 | ライ・トゥ・ミー 嘘は真実を語る Lie to Me               | カル・ライトマン博士（ティム・ロス）       | 米テレビシリーズ                              |